# Chilterns
Els Chilterns són un conjunt de turons situats al sud-est d'Anglaterra. Ocupen una extensió de 833 km². A simple vista són unes ondulacions suaus del terreny, d'aspecte verd per l'herba curta que creix al damunt o pels boscos que hi ha, però al seu interior estan formats per roca calcària blanca, la creta. Aquesta zona, que en altre temps era un lloc pla, es va elevar durant l'orogènia alpina. Hi ha diversos rius que recorren els Chilterns i això ha fet que hagi estat un espai poblat des de l'antiguitat. Abasten territori dels comtats: Bedfordshire, Buckinghamshire, Hertfordshire i Oxfordshire. Des del 1965 estan declarats zona d'especial bellesa paisatgística (AONB).

## Descripció
Els Chilterns ocupen una franja del relleu que té 18 km en el seu punt més ample i una llargada de 74 km, formant una diagonal en sentit oest a nord-est, des del municipi de Goring-on-Thames (Oxfordshire), passant després pel comtat de Buckinghamshire i Bedfordshire, fins a acabar prop d'Hitchin (Hertfordshire).
La cresta formada pels turons és més definida i pronunciada pel vessant nord-oest, mentre que a l'altra banda la inclinació és més gradual i acaba unint-se amb la resta del paisatge del sud-est amb suavitat, coincidint amb el pas del riu Tàmesi.
Gairebé un 66% dels camps pertanyen a una àrea declarada d'interès natural (AONB). La zona de boscos ocupa un 21% dels Chilterns, que són un dels més densos d'Anglaterra. Les zones construïdes (habitatges i indústria) són poc més del 5% ; els parcs i jardins gairebé un 4%; el camp obert (terres comunals, camps de conreu, bruguerar) fan un 2%; i el restant 2% inclou usos diversos, com ara: comunicacions, instal·lacions militars, llocs d'esbarjo, cursos d'aigua.

## Geologia

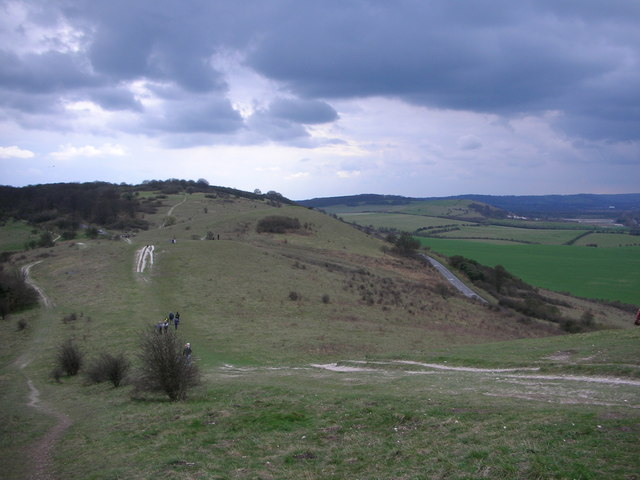
Vistes des de Beacon Hill.

Els Chilterns són una elevació de creta sobre la vall d'Aylesbury, que gairebé coincideix totalment amb la part més al sud d'una glacera que avançava en el moment àlgid del segon període glacial. Són part de les formacions de creta que hi ha al sud d'Anglaterra, totes elles constituïdes en un període entre fa 65 i 95 milions d'anys. Aquesta àrea més gran a la qual pertanyen està formada al sud per: la plana de Salisbury, Cramborne Chase, l'illa de Wight i els South Downs; més les formacions calcàries al nord: a Hertfordshire, Norfolk, Lincolnshire Wolds, i els Yorkshire Wolds, i finalitza amb un prominent escarpament al sud de la vall de Pickering. La creta de què està format aquest relleu és un cúmul de sediments que es van dipositar sobre el marge nord-oest del massís Anglo-Brabant durant el cretaci superior. En aquesta època les fonts de sediment que van proporcionar el material per a crear els siliciclasts havien quedat eliminades a causa de l'excepcional elevació del nivell del mar. El gruix de la creta és més fi als Chilterns que en els estrats del nord i del sud, ja que la deposició estava tectònicament controlada per l'estructura del Lilley Bottom. L'ona de creta, l'argila amb glauconita de la capa de sota i l'estrat superior d'arena verda, mostren diacronia, és a dir, encara que es troben junts pertanyen aparentment a edats diferents.
Durant les darreres etapes de l'orogènia alpina, mentre la placa africana col·lidia amb la placa eurasiàtica, van sorgir estructures mesozoiques, com la conca del Weald, al sud d'Anglaterra, van invertir la seva posició i van passar a ser elevacions del terreny. A aquesta fase de deformació pertany els Chilterns. Tot seguit els cims del que abans havien estat llits de sediments, van iniciar un procés d'erosió. El resultat és que els estrats de creta es troben freqüentment interromputs per nòduls de pedres que omplien l'espai de la roca calcària erosionada ja en els inicis de la diagènesi.

## Altimetria
- Haddington Hill (267 m)
- Ivinghoe Beacon (249 m)
- Coombe Hill (260 m)

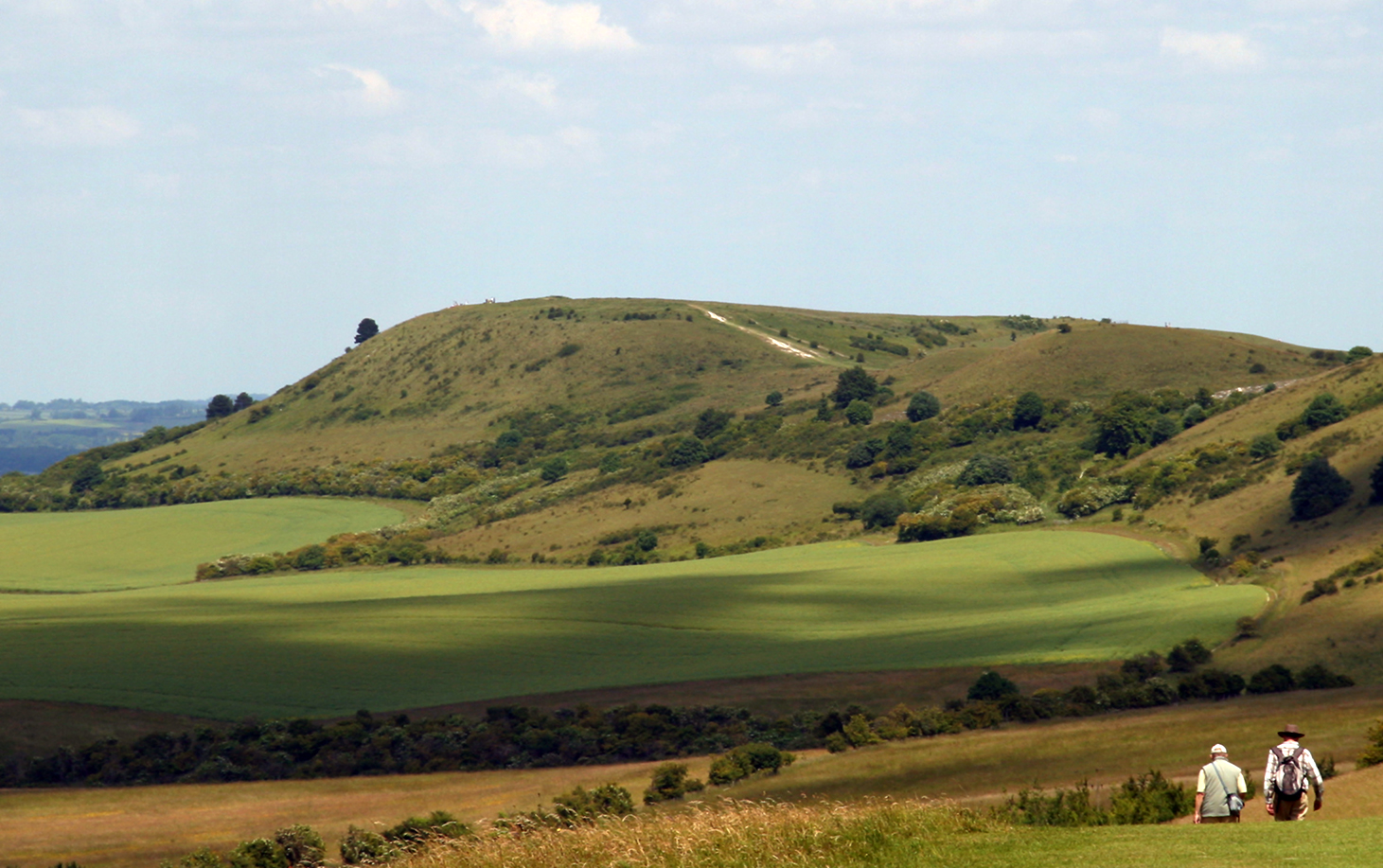
Ivinghoe Beacon.

Es dona l'estranya circumstància que l'Ivinghoe Beacon, encara que està a menor alçada sobre el nivell del mar, és visiblement més alt que els altres turons, ja que està envoltat de terreny més baix que contrasta visualment amb ell.

## Rius
Els Chilterns estan, en la seva major part, dins la conca de drenatge del riu Tàmesi i també vessen l'aigua de les pluges cap a altres afluents d'aquest riu, per exemple: el Lea, que neix a la banda est dels Chilterns, el Colne al sud, i el Thame al nord i nord-oest. Altres rius que neixen a prop dels Chilterns són: el Mimram, el Ver, el Gade, el Bulbourne, el Chess, el Misbourne i el Wye. El riu Tàmesi flueix per una gorja formada entre els Berkshire Downs i els Chilterns. Hi ha parts d'aquests turons, entre el nord i el nord-est, a prop de Leighton Buzzard i Hitchin, que estan regades pels rius: Ouzel, Flit i Hiz, els quals van a parar finalment al Gran Ouse (els dos darrers per mitjà del riu Ivel).

## Presència humana

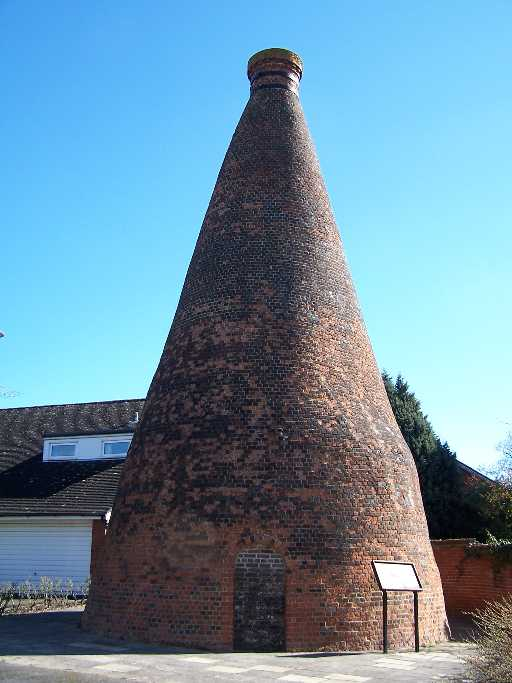
Forn de ceràmica.

Anteriorment a l'arribada dels romans, els Chilterns eren una ruta relativament segura emprada per comunicar els assentaments humans de l'edat del ferro del sud d'Anglaterra. El camí anomenat  Icknield Way seguia la línia d'aquests turons. No se sap si el nom "Chiltern" deriva dels Cilternsæte, una tribu que va habitar aquesta zona en l'antiguitat, o si la tribu portava aquest nom en relació al lloc que habitaven. Les dues paraules semblen tenir relació amb l'arrel cilt-, que voldria dir «celtes» que alguns etimologistes relacionen amb el significat «de la part de dalt».
Hi ha 122 llocs catalogats com a paisatges d'interès històric (SAM), la majoria dels quals són d'època prehistòrica i medieval, per exemple el Grim's Ditch. Un dels principals assentaments romans de la Britannia Superior era Verulamium (l'actual St Albans) i encara s'hi poden trobar restes d'aquella època.
Els Tudor van tenir un pavelló de caça a Hemel Hempstead. Abans del segle xviii hi havia disseminats pels Chilterns tota mena de construccions rurals: granges, llogarets, pobles amb mercats units per camins que, en travessar els ponts sobre els rius calia pagar taxa. Amb la construcció de canals al segle xviii i els ferrocarrils al segle xix, les poblacions van créixer, exemples d'això són: High Wycombe, Tring i Luton. Un creixement que encara es va notar més durant el segle xx, en ciutats com: Amersham, Beaconsfield, Berkhamsted, Hitchin i Chesham. El 2002 hi havia unes 100.000 persones vivint a la rodalia dels Chilterns.
Aprofitament

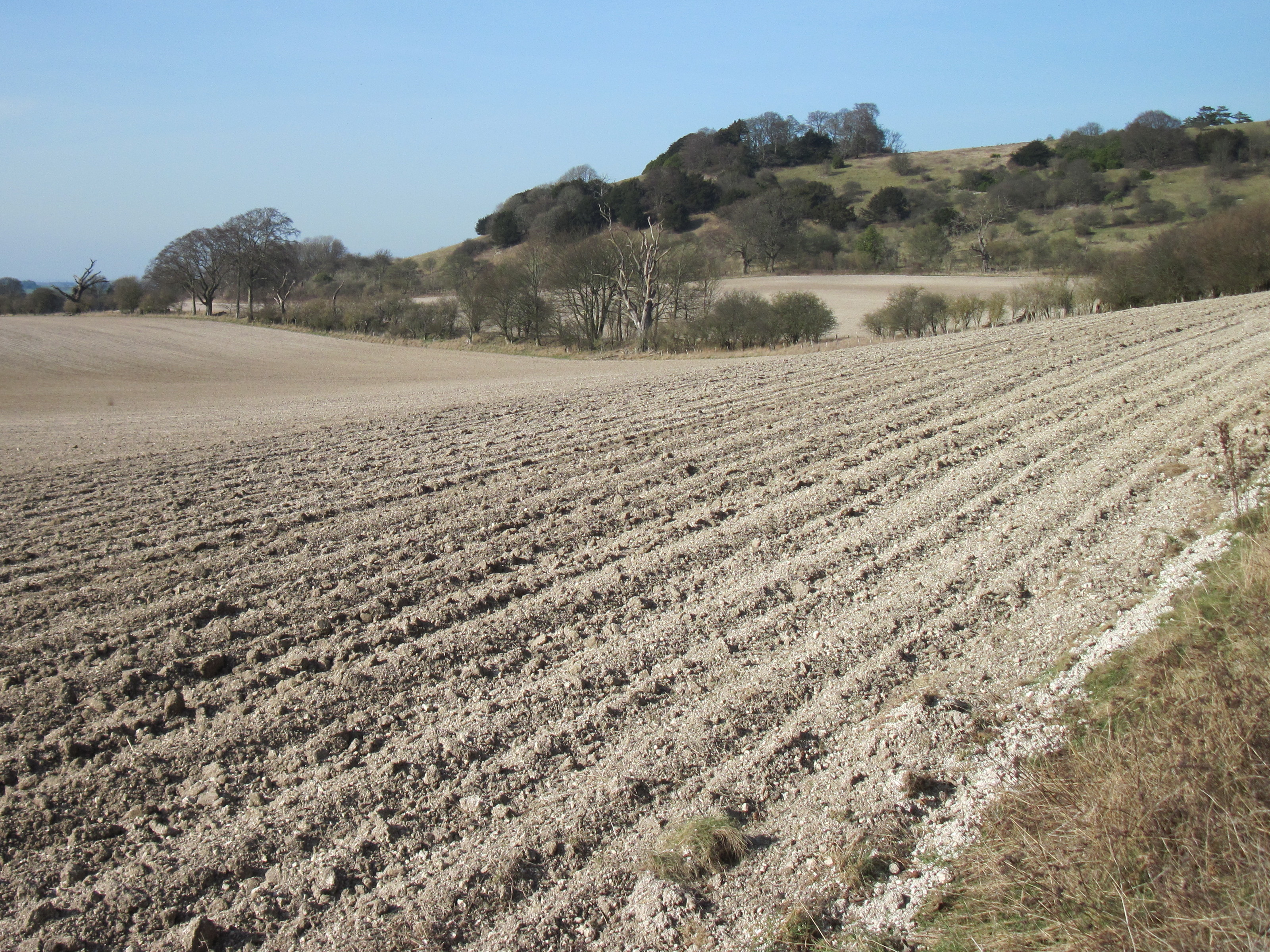
Terres de conreu a Shirburn, on aflora el color blanquinós de la creta.

Aquest turons han estat aprofitats pels éssers humans des de fa mil·lennis. Per una banda, la creta s'extreu per a la fabricació de ciment, i d'altres tipus de roca es fan blocs de pedra per a la construcció. Els boscos s'aprofiten per fer mobles de gran qualitat. Les cadires elaborades a Chesham i High Wycombe, amb fusta d'aquests boscos, té força renom. (El sobrenom dels membres del club de futbol Wycombe Wanderers és «els cadirers»). L'aigua és un altre recurs natural molt aprofitat als Chilterns. Històricament s'extreia fent pous fondos i, de vegades, canalitzant deus o rius. La creta és, però, un material porós que filtra i acumula l'aigua de la pluja en dipòsits al subsòl. Actualment hi ha una xarxa de bombeig d'aquesta aigua subterrània per al seu aprofitament per a ús agrícola i per a consum domèstic. Alguns rius, com el Chess, subministren aigua directament dels seus llits. Potser una sobreexplotació ha fet que algunes fonts estiguin seques durant llargs períodes.
En les zones on la pedra és escassa, la demanda per a la construcció se substitueix amb maons, elaborats amb l'argila procedent dels dipòsits d'aquest material que també hi ha als Chilterns. Actualment la pedra, pel fet que és escassa, només es fa servir sobreposada a altres materials com a element decoratiu de construcció.

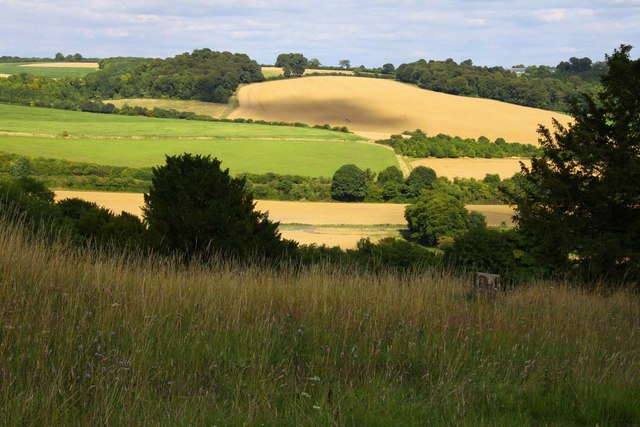
Diferències de paisatge dins dels Chilterns.

Els pobles que van sorgir en època medieval, marquen la diferència entre els tipus de terreny: el d'argila emprat per al conreu o i el de boscos per al pasturatge. Els límits dels comtats, com ara Bedfordshire i Hertfordshire, són sovint irregulars perquè volien incloure fragments dels dos tipus de terreny, però segles després es va tendir a modificar els límits per no fer aquests trencaments tan irregulars.
En temps moderns, així com la gent anava apreciant la natura com a lloc d'esbarjo i el nombre de visitants era cada cop més gran, el National Trust va adquirir terres per preservar el caràcter natural. En alguns llocs on s'havia reduït el nombre de ramats, s'ha tornat a introduir perquè amb el pasturatge, quedés net el sotabosc. En les dècades del 1920 i 1930, una associació (Youth Hostels Association) va obtenir permís per instal·lar albergs per a visitants joves, cada alberg té capacitat per a 20 persones.
Aquests turons s'han fet servir també per a situar antenes de telecomunicació, hi ha dues estacions una és la Stokenchurch BT Tower i l'altra està a Zouches Farm.
Transports
Hi ha més de 2.000 km de camins de públic accés, entre els quals n'hi ha que formen part de rutes mes llargues, com la Icknield Way o el Ridgeway. la carretera M40 travessa els Chilterns per dues seccions a Buckinghamshire i Oxfordshire i un tall més pronunciat a la gorja de  Stokenchurch. La carretera M1 travessa Bedfordshire a prop de Luton. Altres vies de comunicació són les autovies: A413, A41 i A5.
Les línies principals de ferrocarril que travessa els Chilterns passa per High Wycombe i Princes Risborough, i la línia que va de Londres a Aylesbury passant per Amersham. La línia de la costa oest passa per Berkhamsted, i la línia de Midland enllaça amb la que va a la capital a Luton. Al sud arriben les branques d'Henley i Marlow de la gran línia de l'oest que enllacen amb l'estació de Londres Paddington. L'any 2012 el govern del Regne Unit va anundciar que la línia d'alta velocitat 2 passaria pels Chilterns, a prop d'Amersham, uns trams per túnels i altres a nivell de superfície.
Llevat del Tàmesi no hi ha rius navegables, tot i que el Grand Union Canal passa pels Chilterns entre Berkhamsted i Marsworth, seguint el curs dels rius Colne, Gade, Bulbourne i l'Ouzel. Aquest canal enllaça amb altres que van a Wendover i Aylesbury.